# Teletón 2018 (Colombia)
Teletón Colombia de 2018 fue la vigésima tercera versión de Teletón Colombia que reucaudó fondos para financiar la Institución Promotora de Salud Teletón que presta ayuda a la comunidad con discapacidad física y motora del país con la creación y manutención de una red de centros de rehabilitación en Colombia. El evento tuvo una duración de 27 horas y 40 minutos, e inició desde las 22.00 hora de Colombia del día viernes 23 de febrero hasta la 01:40 hora de Colombia del día domingo 25 de febrero de 2018. El recaudo estará destinado a emplearse en el mantenimiento y dotación de los Centros de Rehabilitación Teletón en Colombia. 
Esta versión estuvo regida bajo el lema "Para seguir siendo capaces". Como novedad, y desde las ediciones modernas de 2010, se emitió por primera vez en el nuevo Canal 1 después de 23 años de ausencia en la televisión pública. Además, el canal por cable Red Más un día antes del evento anunció que también transmitiría la campaña. El lugar de transmisión elegido para la edición 2018 fueron los estudios del Canal RCN, siendo esta la primera vez en toda la historia del evento en ser transmitido por cuatro señales de televisión. 
La meta establecida para esta edición ascendió a $7 605 011 200, un incremento con respecto a la campaña del año anterior. Sin embargo, a pesar de los esfuerzos, enfrentó la indiferencia y falta de confianza por parte de los colombianos. Por tercera vez consecutiva, y sexta en la historia, siguiendo las ediciones de 1982, 1984, 2011, 2016 y 2017, el evento no alcanzó superar la meta prevista. El resultado final del recaudo fue de $5 365 892 607, lo que generó una grave crisis de déficit de recursos. Esta situación obligó a la fundación a cerrar el centro de rehabilitación de Cartagena el 20 de marzo de 2018.
| Meta    | $ 7 605 011 200 |
| Recaudo | $ 5 365 892 607 |

## Participantes
| - Pipe Bueno - Sergio Vargas - Siam - Karol G - Ventino - Wálter Silva - Paola Jara - Nairo Quintana - Felipe Peláez - Jorge Celedón - Juan Ricardo Lozano - Maia - EVO | - Jorge Alfredo Vargas - Andrea Serna - Zahira Benavides - Felipe Arias - Iván Lalinde - Francisco Bolívar - Estefanía Borge - Sebastián Tatán Mejía - Juan Pablo Jaramillo - Brenda Hanst - Gonzalo Vivanco - Luciano D' Alessandro - Pedro Palacio - Juliana Velásquez - Paola Usme Barbie - Carlos Castro Potro - Juan Sebastián Villate |  |

## Recaudación

### Cómputos
| #     | Hora  | Monto en pesos  | % meta  | Monto en dólares |
| ----- | ----- | --------------- | ------- | ---------------- |
| 1     | 23:55 | $ 665 401 928   | 8,74 %  | US$ 231 283      |
| 2     | 08:09 | $ 689 126 224   | 9,06 %  | US$ 239 529      |
| 3     | 09:36 | $ 806 198 208   | 10,6 %  | US$ 280 221      |
| 4     | 11:18 | $ 859 956 552   | 11,31 % | US$ 298 907      |
| 5     | 14:11 | $ 1 173 131 064 | 15,43 % | US$ 407 761      |
| 6     | 15:03 | $ 1 214 548 260 | 15,97 % | US$ 422 157      |
| 7     | 16:45 | $ 1 554 867 063 | 20,44 % | US$ 540 447      |
| 8     | 18:57 | $ 2 559 718 305 | 33,65 % | US$ 889 717      |
| 9     | 21:23 | $ 3 018 493 085 | 39,69 % | US$ 1 049 180    |
| 10    | 22:34 | $ 4 020 727 286 | 52,86 % | US$ 1 397 541    |
| 11    | 23:24 | $ 4 885 188     | 64,23 % | US$ 1 698 014    |
| 12    | 00:16 | $ 5 012 316 014 | 65,9 %  | US$ 1 742 202    |
| 13    | 01:08 | $ 5 201 613 117 | 68,39 % | US$ 1 807 998    |
| Final | 01:40 | $ 5 365 892 607 | 70,55 % | US$ 1 865 099    |

### Aportes de empresas y instituciones
| Empresa          | Rubro                    | Monto en pesos  | Monto en dólares |
| ---------------- | ------------------------ | --------------- | ---------------- |
| Falabella        | Tiendas por departamento | $ 320 917 500   | US$ 111 545      |
| Sura             | Aseguradora              | $ 60 000        | US$ 20 855       |
| Apolo            | Calzados                 | $ 8 000         | US$ 2780         |
| Haceb            | Electrodomésticos        | $ 15 000        | US$ 5213         |
| Cuperz           | Alfombras y pisos        | $ 5 000         | US$ 1737         |
| Argos            | Cemento                  | $ 100 000       | US$ 34 758       |
| Grupo Nazca      | Restaurantes             | $ 50 309 400    | US$ 17 486       |
| Doricolor        | Ropa infantil            | $ 15 000        | US$ 5 213        |
| Policía Nacional | Seguridad estatal        | $ 2 500 000     | US$ 868          |
| Paga Todo        | Giros, pagos y recargas  | $ 30 000        | US$ 10 427       |
| Bavaria          | Cervecería               | $ 100 000       | US$ 34 758       |
| Homecenter       | Tienda de retail         | $ 433 698 950   | US$ 150 746      |
| Banco de Bogotá  | Banco                    | $ 475 000       | US$ 165 102      |
| LiliPink         | Moda                     | $ 50 000        | US$ 17 379       |
| TOTAL            | 14 empresas              | $ 1 665 425 850 | US$ 578 875      |

## Anécdota
- Esta fue la única Teletón colombiana a exhibir contenido grabado durante el horario de la madrugada del viernes para el sábado. Desde la medianoche hasta las 07:00 de la mañana del sábado 24, hubo un resumen de las dos últimas teletones al aire. De igual manera, y durante el transcurso del sábado, el Canal 1 alternó su programación regular con la del evento, mientras Red+ no produjo noticieros y mientras los otros canales exhibían los suyos, se enlazaba al streaming web de Teletón.

## Críticas
Este evento no ha estado exento de críticas por diversos sectores, especialmente de grupos de personas con discapacidades ya que consideran que Teletón es una organización que emite 25 horas de televisión al año con “imágenes sensibles, decadentes y amarillistas, que solo fomentan estereotipos tradicionales- anticuados-retardatarios de la discapacidad y sistemáticamente”. Esta opinión es compartida por muchos colombianos y esto se ve reflejado en los cada vez menores aportes o donaciones a esta IPS.